# Большое Шигаково
Большое Шигаково (мар. Кугу Шигак) — деревня в Звениговском районе Республики Марий Эл. Входит в состав Шелангерского сельского поселения.

## География
Находится в южной части республики Марий Эл на расстоянии приблизительно 30 км по прямой на северо-восток от районного центра города Звенигово.

## История
Упоминается с 1796 года. В 1864 году проживали 196 человек, в 1922 (на то время село) было 66 дворов и 283 человека, а в 1926 году 71 хозяйство и 319 человек. В советское время работал колхоз «Мушмари».

## Население
Население составляло 86 человек (мари 93 %) в 2002 году, 45 в 2010.

## Известные уроженцы
- Дружинин Иван Григорьевич (1928—2005) — советский и российский деятель сельского хозяйства, юрист. Директор Марийского треста свиноводческих совхозов «Свинопром» (1977—1983). Кавалер ордена Ленина (1971).